# Religion en Arménie

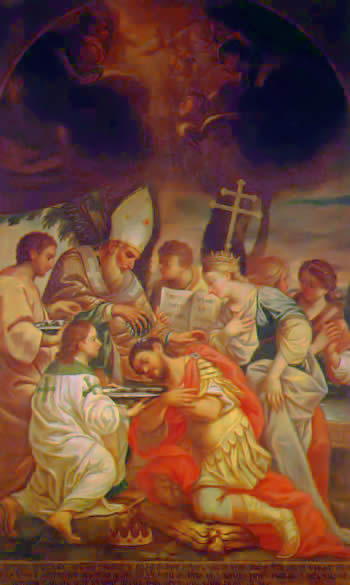
Baptême de Tiridate IV par Grégoire Ier l'Illuminateur

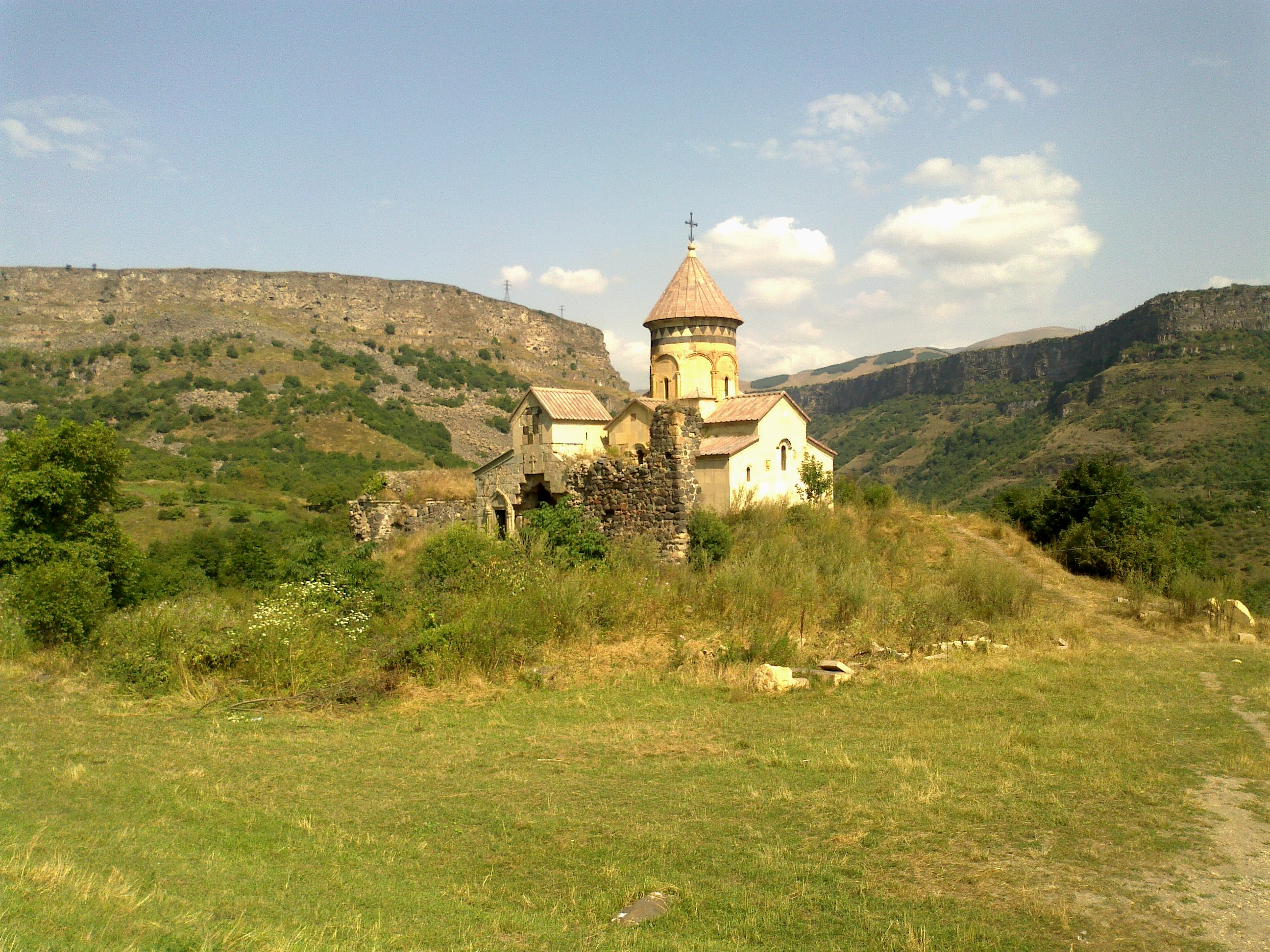
Monastère de Hnevank

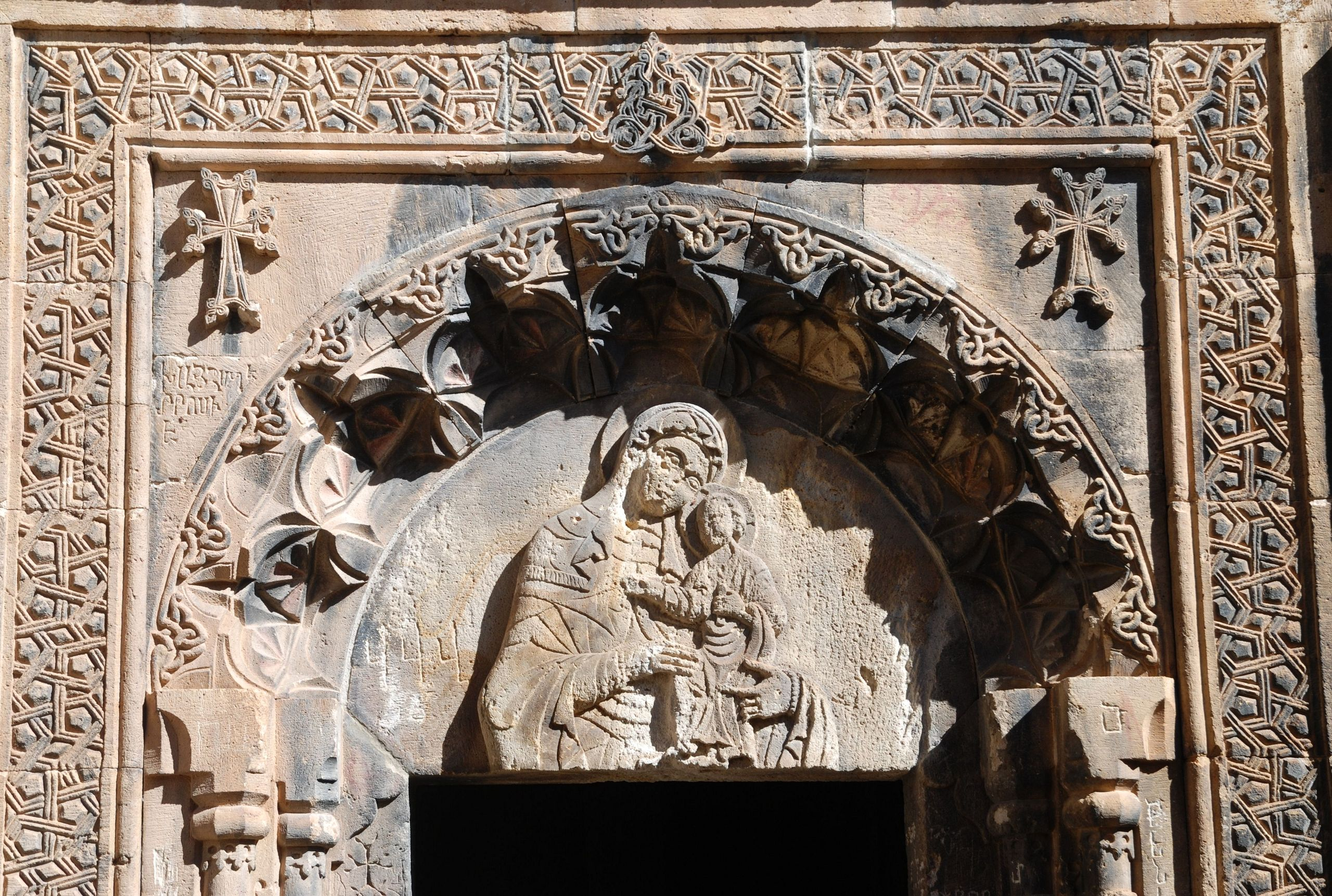
Tympan de Spitakavor

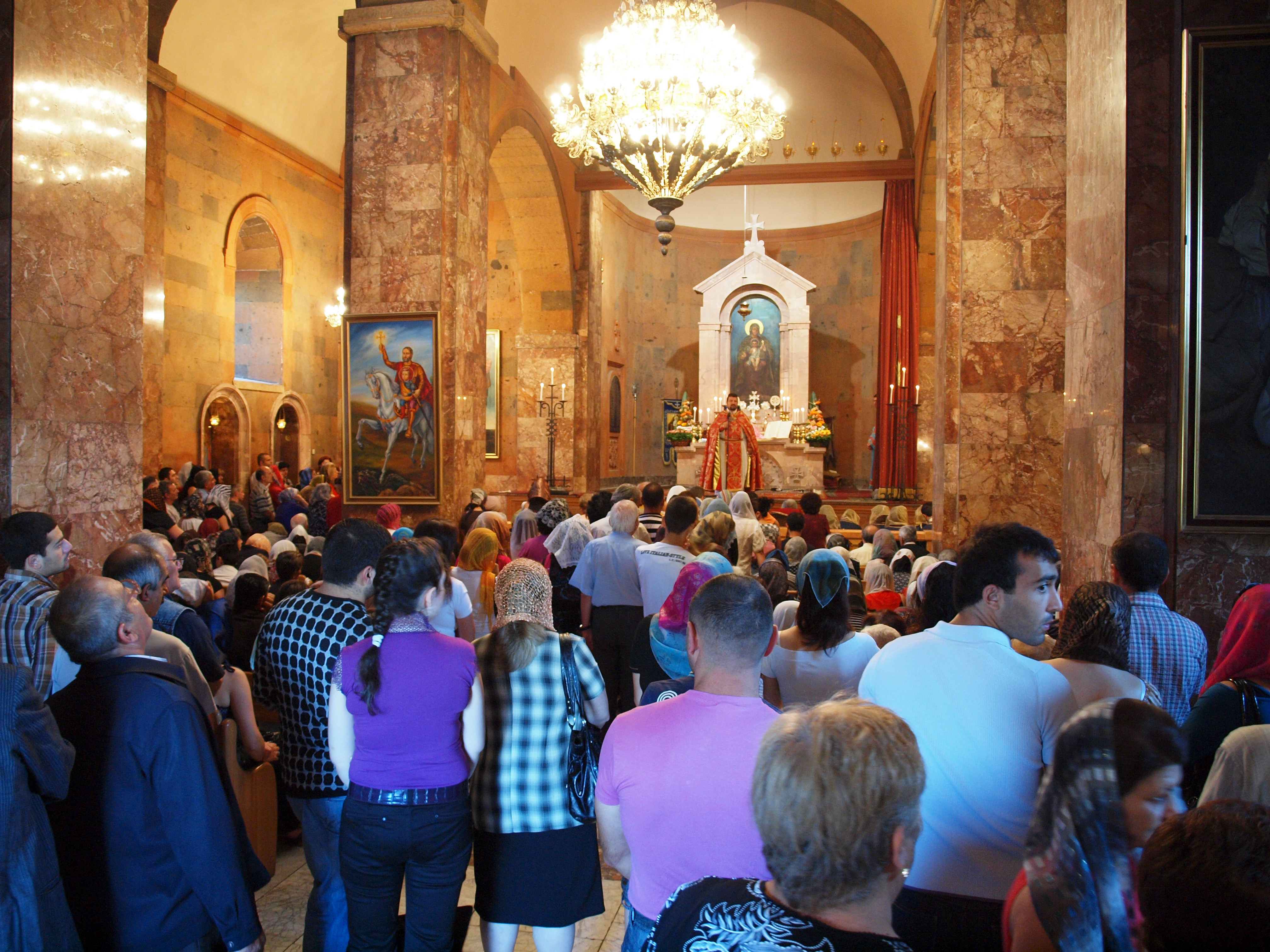
Office religieux à Yerevan

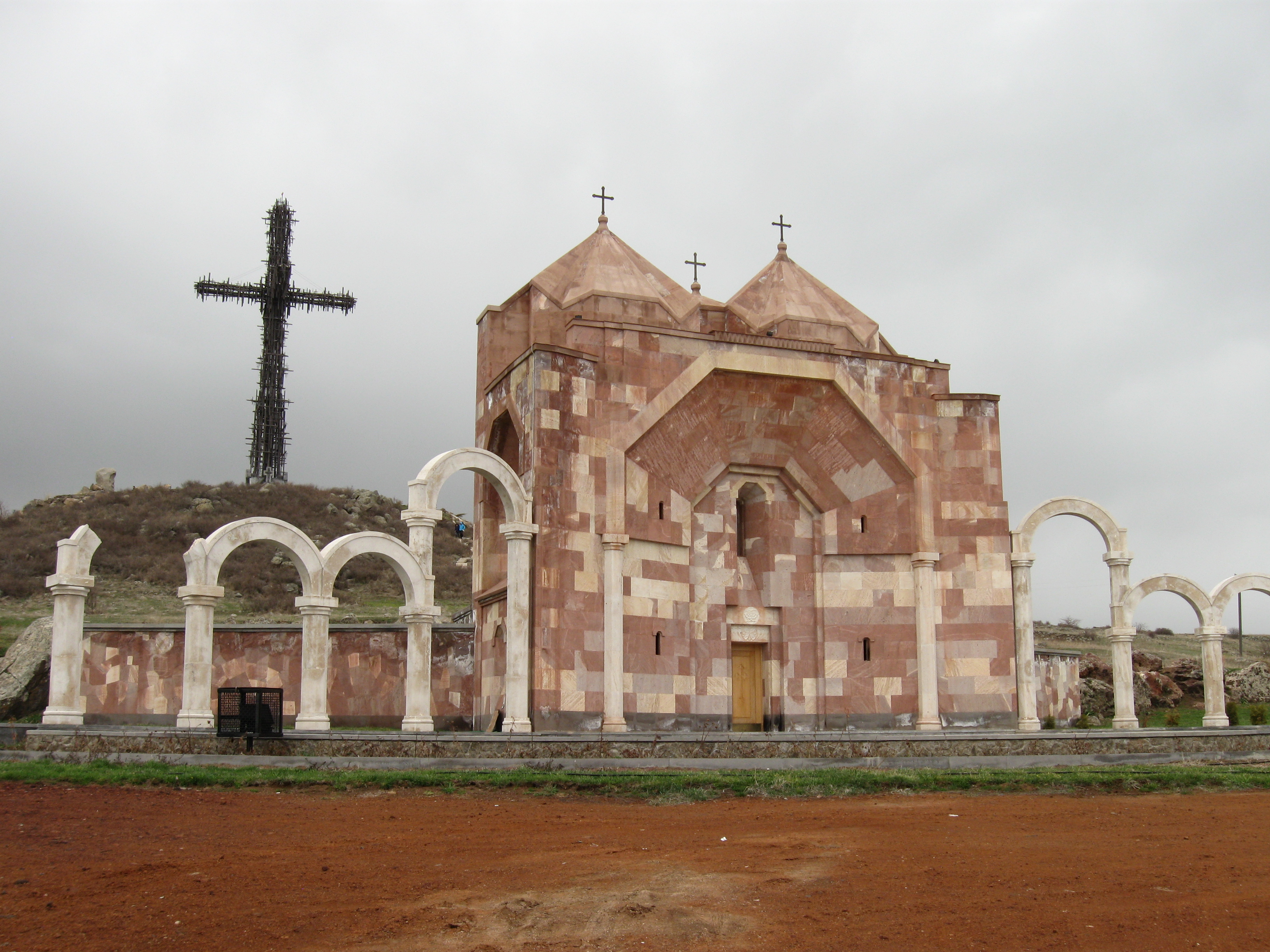
Croix d'Aparan

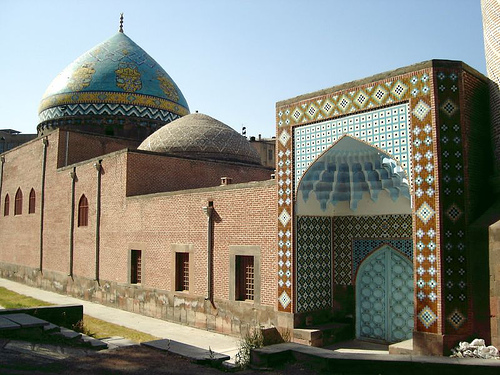
Mosquée bleue d'Erevan.

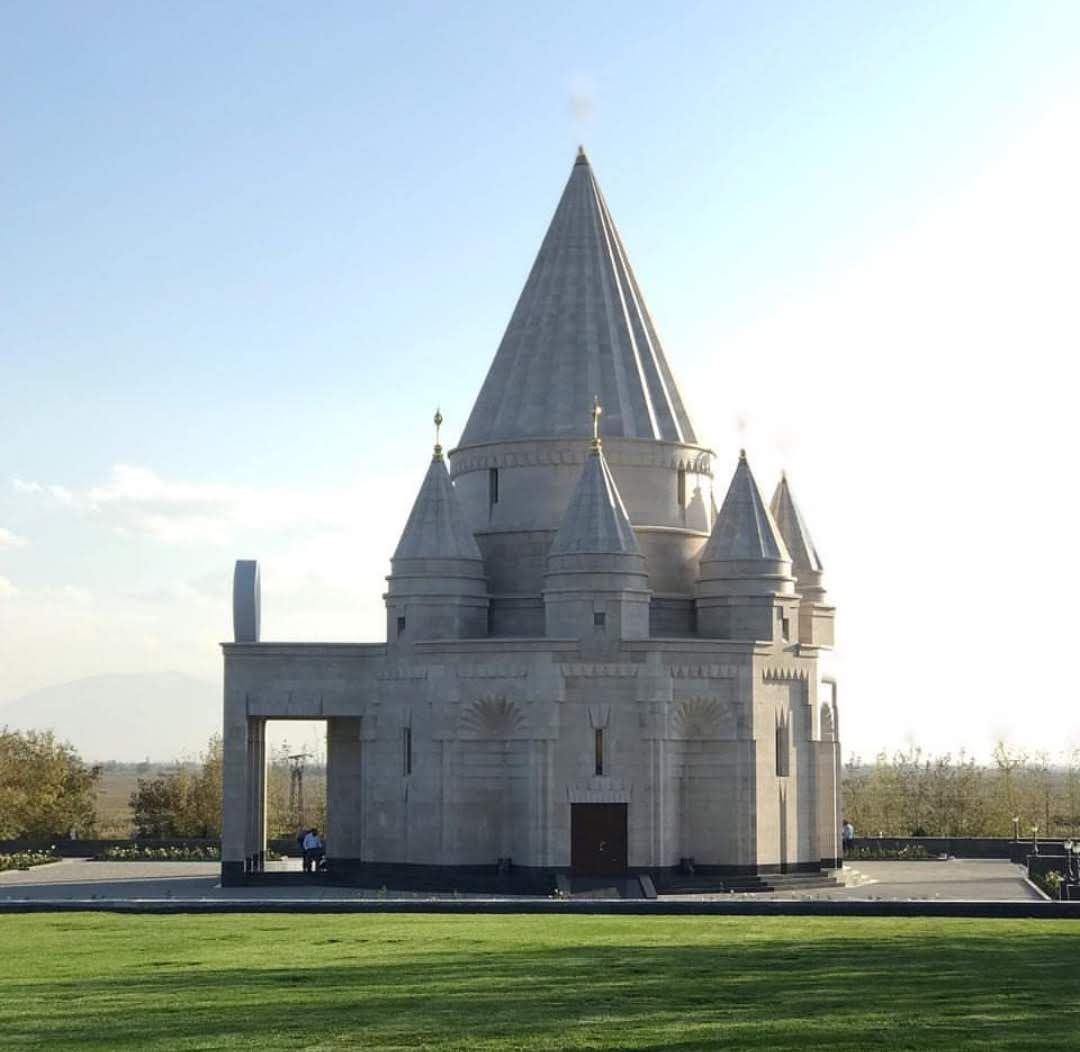
Temple yézidi

La principale religion en Arménie est le christianisme, implanté dans le pays depuis au moins dix-sept siècles. L'Arménie a ses propres Églises, l'Église apostolique arménienne, dont les fidèles forment la grosse majorité de la population du pays et l'Église catholique arménienne. Le judaïsme, l'islam et le yézidisme sont faiblement présents.
La liberté de culte est reconnue par la Constitution arménienne de 2005. Celle-ci sépare en outre l'Église apostolique arménienne de l'État.

## Histoire

### Christianisme
La principale religion présente en Arménie est le christianisme, dont les fidèles forment 94,7 % de la population. La tradition veut que cette religion ait été introduite en Arménie par les apôtres Barthélemy et Thaddée au Ier siècle. En 301, le pays devient le premier État à adopter le christianisme comme religion officielle, lorsque Grégoire Ier l'Illuminateur convertit le roi Tiridate IV d'Arménie. La nouvelle religion supplante alors le zoroastrisme et le paganisme local.
Le pays compte également quelques autres communautés chrétiennes, catholiques et protestantes, résultant des conversions des missionnaires ces derniers siècles.

#### Les Saints d'Arménie
- Polyeucte de Mélitène (-259)
- Hripsimé (-301)
- Expédit de Mélitène (-303)
- Saint Blaise (Blaise de Sébaste, médecin, évêque), mort en 316. D'après son hagiographie, médecin de profession, il exerce tranquillement son métier quand soudain, il est éclairé par la lumière du Seigneur. Peu après, il est choisi pour devenir évêque de Sébaste. À l'époque, cela signifie faire face aux persécutions, et Saint Blaise est arrêté dans ses activités religieuses parce qu'il s’affaire à soigner des hommes et des bêtes sauvages. En effet, le gouverneur de la Cappadoce, dérangé par ses activités, le fait arrêter et quand il veut l'éliminer définitivement en le noyant, Saint Blaise marche sur l'eau. Par contre à son retour sur le rivage, il est décapité[2],[3].
- Grégoire Ier l'Illuminateur (257-331)
- Acace du Sinaï (-500)
- Saints arméniens
- Saints traducteurs
- Grégoire de Narek (950c-1010c)...

#### Courants chrétiens
- Église apostolique arménienne orthodoxe autocéphale (90-92 %)
  - Liste des catholicos de l'Église apostolique arménienne (autocéphale), Catholicos d'Arménie, Catholicossat de tous les Arméniens
  - Académie théologique Vazkenian, Séminaire théologique Gevorkian
  - Saint-Siège d'Etchmiadzin
- Église catholique en Arménie (100 000 ?)
- Église catholique arménienne (200 000 ?), de rite arménien
- Église évangélique arménienne (100 000 ?)
- Église de Jésus-Christ des saints des derniers jours (Mormons)
- Témoins de Jéhovah

#### Spécificités
- Nshkhar (en) (variante d'hostie)
- Croix arménienne
- Calendrier arménien
- Khatchkar, stèle, pierre à croix
- Architecture arménienne

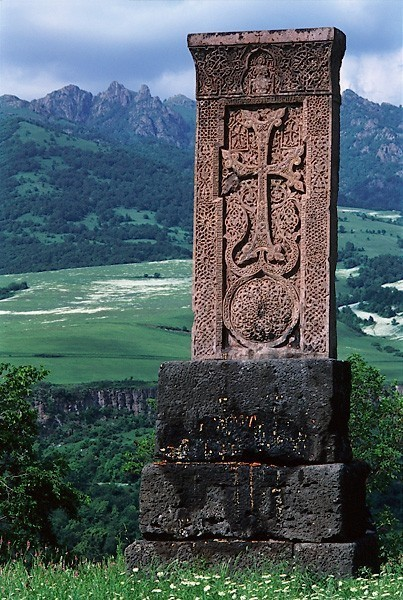
Khatchkar

- Armenian church architecture (en)
- Fonds de recherche sur l'architecture arménienne
- Liste d'églises et monastères arméniens (du IVe au XIVe siècle) par situation géographique
- Liste des monastères de culture arménienne, y compris hors du territoire arménien actuel

### Judaïsme
La présence du judaïsme en Arménie est historique et remonterait au règne de Tigrane II d'Arménie, roi de 95 à 55 AEC.
Sous la période soviétique, l'Arménie avait la réputation d'être la plus tolérante des républiques à l'égard des Juifs.
De 500 à 1 000 Juifs vivent aujourd'hui dans le pays.
La communauté, autrefois plus nombreuse, a majoritairement émigré en Israël après 1990 et la chute de l'Union soviétique.
La communauté actuelle se caractérise par un taux élevé d'intermariages et par un certain isolement.
En 1999, les restes d'un cimetière médiéval d'une communauté juive jusque-là inconnue et insoupçonnée ont été découverts dans le village d'Eghegis, dans la région de Vayots Dzor.
Lors des fouilles, 64 pierres tombales et un certain nombre d'autres fragments ont été mis au jour.
20 d'entre eux portent des inscriptions, toutes en hébreu, à l'exception de deux en araméen.
La pierre la plus ancienne date de 1266 et la plus récente de 1336/1337.

### Islam
Les Azéris et les Kurdes établis en Arménie pratiquent traditionnellement l'islam (les Azéris sont en majorité chiites et les Kurdes sont en majorité sunnites).
La majorité d'entre eux a quitté le pays à la suite de la première guerre du Haut-Karabagh (1988-1994).
Environ 1 000 musulmans vivent à Erevan, dont la mosquée bleue du XVIIIe siècle est ouverte pour la prière du vendredi.

### Yézidisme
Environ 2 % de la population de l'Arménie, principalement des Kurdes vivant dans la partie occidentale du pays, sont adeptes du yézidisme. De nombreux Yézidis se sont installés en Arménie et en Géorgie au XIXe et au début du XXe siècles, fuyant les persécutions dans leurs régions d'origine. En 2019, ils y ont inauguré le plus grand temple du pays afin d'y pratiquer leur religion

### Spiritualités minoritaires (<5%)
- Zoroastrianisme en Arménie (en)
- Yézidisme, Yézidis en Arménie (en) (35 000 ?)
- Islam en Arménie (<1 000 ?)
- Judaïsme, Histoire des Juifs en Arménie (en) (<500 ?), Juifs des montagnes, Juifs Mizrahim,
- Foi Bahá'í en Arménie (en) (<200 ?)
- Hindouisme en Arménie (en)
- Néopaganisme arménien ou hétanisme[8],[9], (paganisme arménien)

### Autres courants (<5%)
- Irréligion, agnostiques, athées, incroyants, incrédules, indifférents
- Liberté de religion en Arménie (en)

## Édifices religieux
- Liste de monastères en Arménie
- Liste de cathédrales en Arménie (en)
- liste d'églises à Erevan (en)
- Liste de mosquées en Arménie (en)

## Repères en 2020
Religion en Arménie (recensement de 2011),
- Église apostolique
        arménienne (92,5 %)
- Autres Chrétiens (2,3 %)
- Yazidisme (0,8 %)
- Autres (0,4 %)
- Sans (4,0 %)

Pour une population d'approximativement 3 000 000 Arméniens en 2020 :
- Christianisme (90-95 %), Nshkhar (en) (variante d'hostie), Croix arménienne, Liste de monastères en Arménie
  - Église apostolique arménienne (92,5 %, soit près de 3 000 000), orthodoxe
  - Église catholique arménienne (140 000 adhérents revendiqués en 2011)
  - Église catholique en Arménie (100 000 ?), de rite latin et/ou de rite arménien
  - Église évangélique arménienne (100 000 adhérents revendiqués, 29 280 en 2013)
  - Témoins de Jéhovah (8 695)
  - Église orthodoxe géorgienne (nc), Églises orthodoxe géorgienne en Arménie (en) et autres églises orthodoxes (7 587 ?)
  - Moloques (russes, non-orthodoxes) (2 874)
  - Église apostolique assyrienne de l'Orient (1 733), nestorienne
  - Église de Jésus-Christ des saints des derniers jours (241 Mormons pour 3 000 revendiqués ?)
- Autres spiritualités (<5 % ?)
  - Yézidisme (0,8 %), Yézidis en Arménie (en) (35 272 en 2011), présents dans une vingtaine de villages
  - Islam en Arménie (<1 ‰) (<1 000, 812 en 2011), Hémichis
  - Judaïsme, Histoire des Juifs en Arménie (en) (<800, 750 supposés, 127 pratiquants en 2011, <1 ‰), Juifs des montagnes, Juifs Mizrahim, Synagogue d'Erevan
  - Bahá'ísme en Arménie (en) (200..1 400 ?, <1 ‰)
  - Hindouisme en Arménie (en) (<1 ‰)
  - Zoroastrianisme en Arménie (en) (sans doute éteint)
  - Hétanisme (<1 ‰), néopaganisme[8],[9], reprise du paganisme arménien ancien, Tsékhakronisme (Garéguine Njdeh (1886-1955))
  - et différents autres mouvements minoritaires depuis 1990
- Autres
  - Irréligion (<5 %), agnosticisme, athéisme, indifférence, prudence…
  - Liberté de religion en Arménie (en)
  - Persécutions anti-chrétiennes dans le bloc de l'Est (1917-1990) (en)

## Religion et État
La Constitution de 2005 prévoit la liberté de culte. Elle énonce en outre la séparation entre l'État et l'Église apostolique arménienne.